# (1446) Sillanpää
(1446) Sillanpää – planetoida z pasa głównego asteroid okrążająca Słońce w ciągu 3 lat i 134 dni w średniej odległości 2,25 au. Została odkryta 26 stycznia 1938 roku w obserwatorium w Turku przez Yrjö Väisälä. Nazwa planetoidy pochodzi od Fransa Sillanpää (1888-1964), fińskiego pisarza, laureata nagrody Nobla. Przed nadaniem nazwy planetoida nosiła oznaczenie tymczasowe (1446) 1938 BA.